# Röhrse
Röhrse (niederdeutsch Reurße) ist ein Ortsteil der Stadt Peine in Niedersachsen mit 263 Einwohnern (Stand Juli 2024).
Es ist bezogen auf die Einwohnerzahl die zweitkleinste Ortschaft Peines (nach Wendesse).

## Geografie
Röhrse liegt geografisch am Westrand des Landkreises Peine am Flusslauf der Fuhse und grenzt im Westen an Sievershausen, südöstlich an Eixe und Vöhrum, im Osten an das Wendesser Moor, sowie im Norden an Abbensen und Oelerse. Die Bundesautobahn 2 führt südlich direkt am Ort vorbei und deren dicht am Ort gelegenen Parkplätze sind jeweils nach Röhrse benannt. Durch den Ort führt keine Durchgangsstraße.

## Geschichte

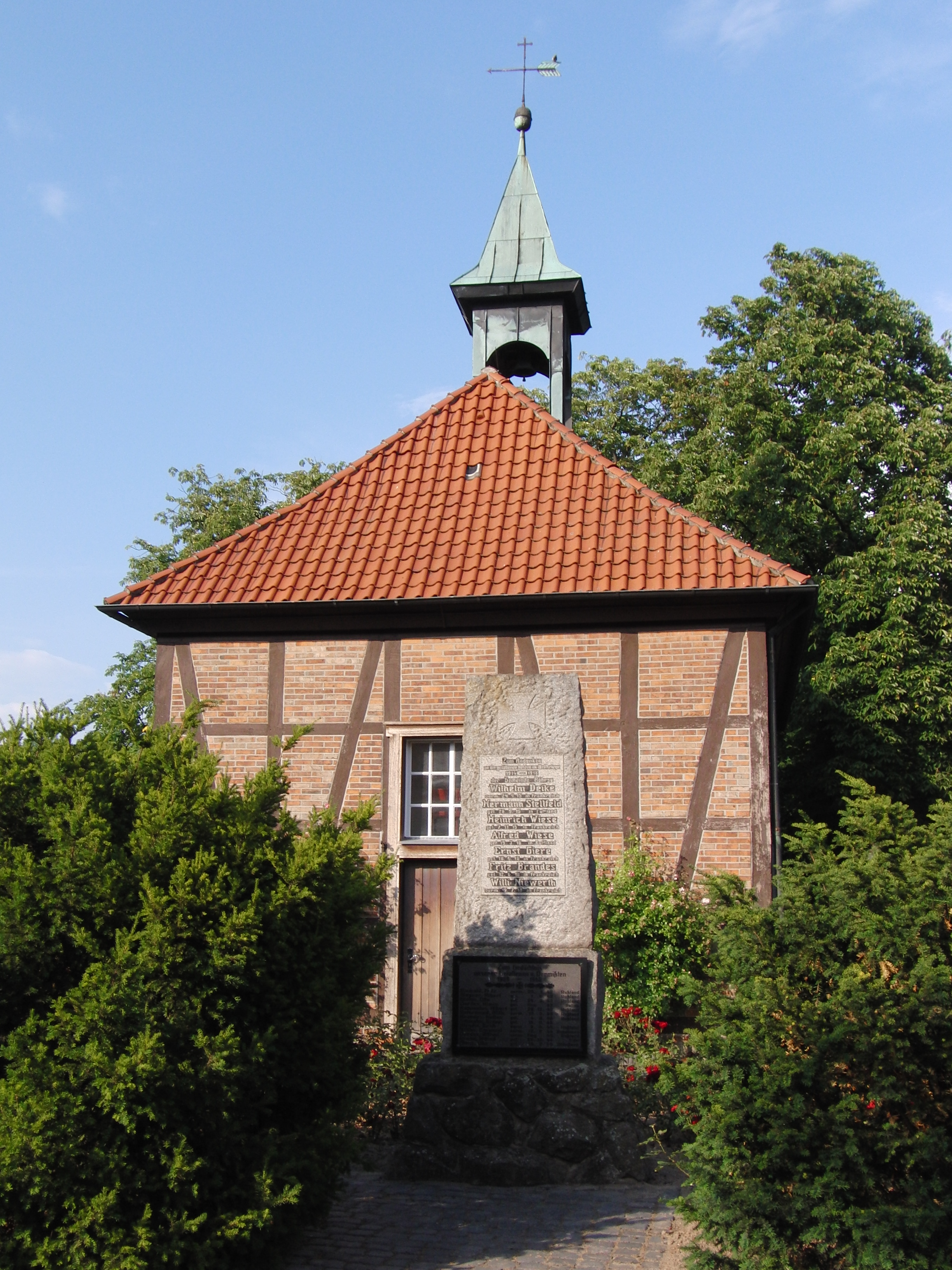
Die Kapelle in Röhrse

Im Jahre 1331 wird der Ort zum ersten Mal urkundlich als Rothersen erwähnt.
Vermutlich bereits im Jahr 1534 wurde in Röhrse eine Kapelle errichtet. 1839 wurde im Zentrum des Ortes die heutige Kapelle in Fachwerkbauweise errichtet.
Am 1. März 1974 wurde die ehemals selbstständige und zum Landkreis Burgdorf gehörende Gemeinde im Rahmen der Gebietsreform ein Ortsteil der Stadt Peine im Landkreis Peine.

## Politik

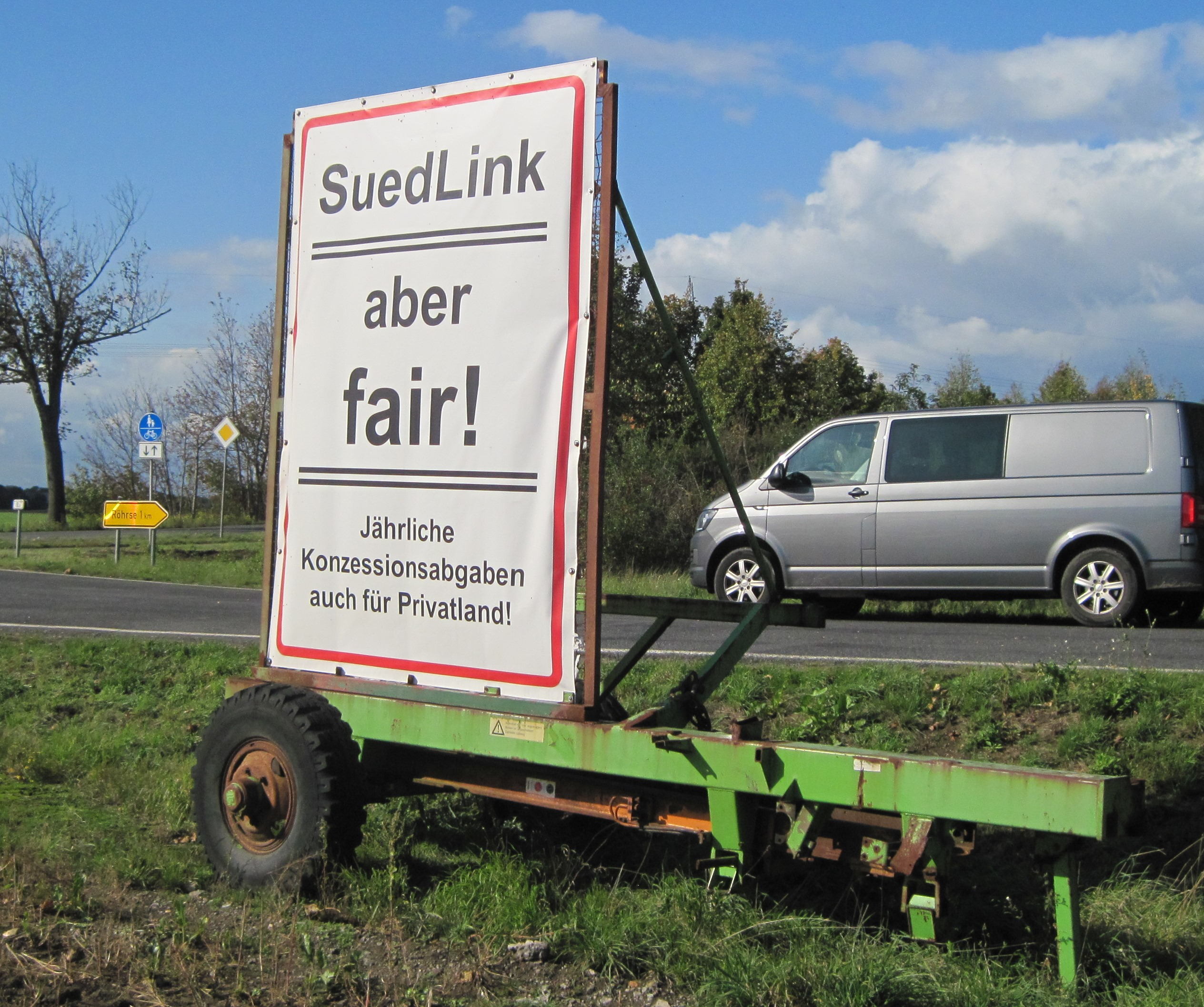
"Protestschild" zur Suedlink-Trasse

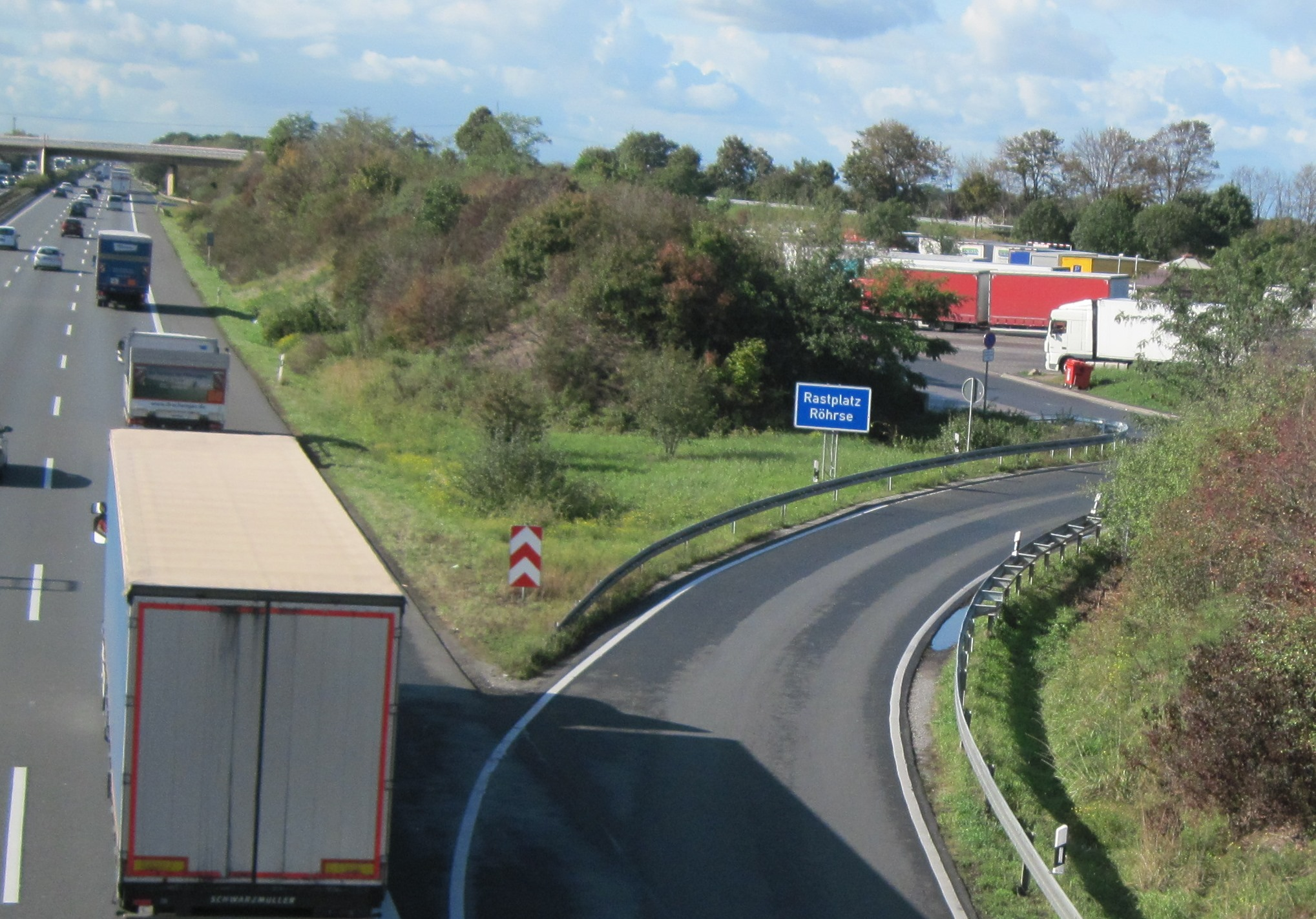
Autobahnparkplatz der BAB-2 "Röhrse"

### Ortsvorsteherin
Ortsvorsteherin ist Ursula Henniger (SPD).

### Wappen
Das Wappen zeigt einen blauen nach links gewendeten stehenden Löwen in einem goldenen Wolkenbord auf einem roten Schild. Der Löwe und die Farben Blau-Gold symbolisieren die Zugehörigkeit des Ortes zum ehemaligen Herzogtum Braunschweig-Lüneburg, dessen Untertanen die Einwohner waren. Die Farbkombination Rot-Gold steht für die Abhängigkeit vom Hochstift Hildesheim, an das ebenfalls Abgaben geleistet werden mussten. Die Vorsprünge in der Schildeinfassung stehen für 16 Reihestellenbesitzer im Grenzgebiet.
Das Wappen wurde am 21. Februar 1967 vom Gemeinderat angenommen, der Entwurf stammt von Alfred Brecht.

### Starkstromleitung Suedlink
Die vom Netzbetreiber TenneT TSO und TransnetBW geplante Trasse zur unterirdisch im Boden verlegten Starkstromleitung Suedlink tangiert direkt den Ort. Hier ist man nicht generell gegen den Korridor, will aber eine dauerhafte Abgabe für die Nutzung der Grundstücke erreichen.